# Мюллер, Филип
Филип Мюллер (3 января 1922 года, Середь, Первая Чехословацкая республика — 9 ноября 2013 года) — один из немногих выживших членов зондеркоманды концентрационного лагеря Освенцим. Автор книги воспоминаний «Свидетель Освенцима: три года в газовых камерах» (Eyewitness Auschwitz: Three Years in the Gas Chambers, 1979).

## Биография

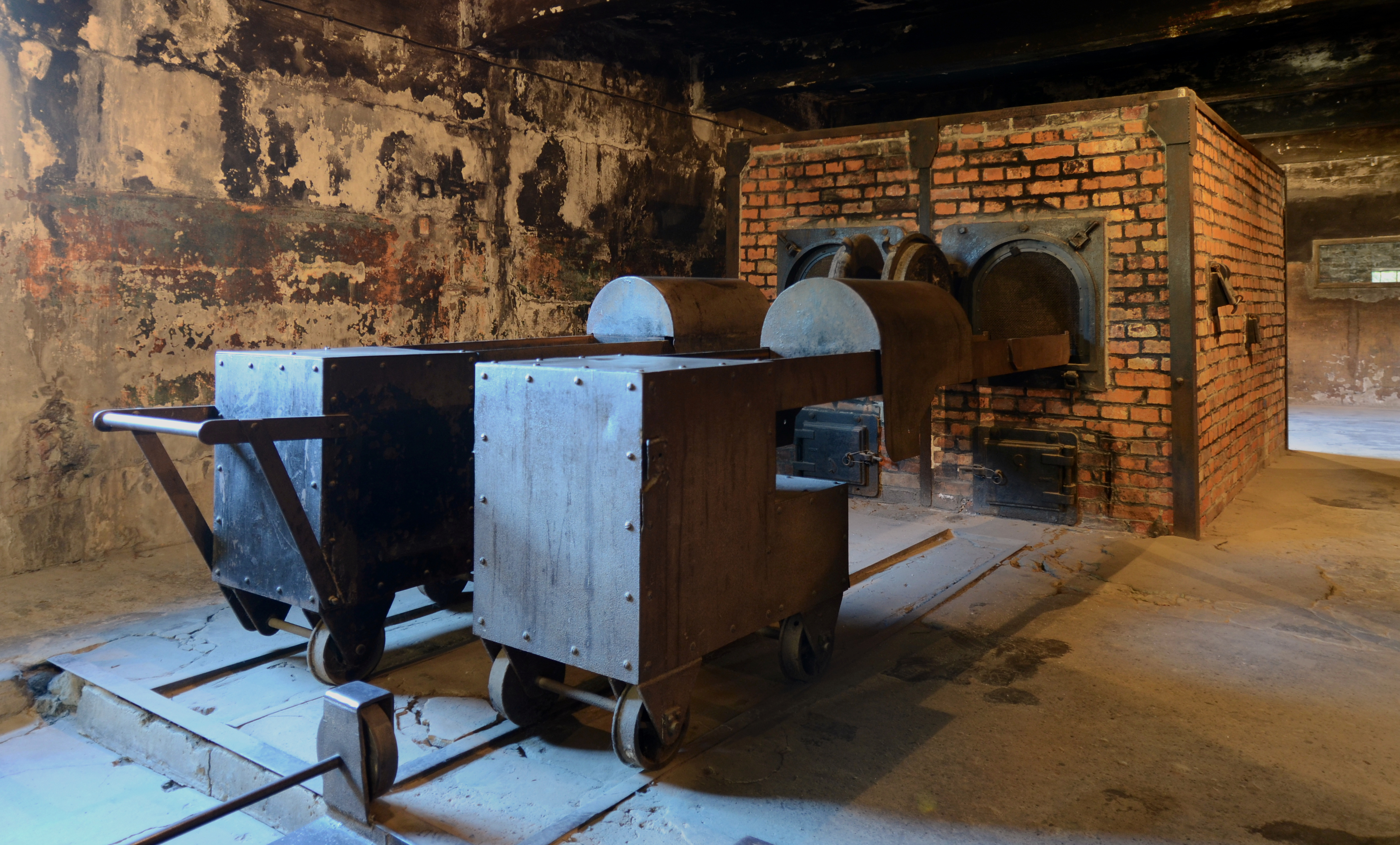
Крематорий № 1 в лагере Аушвиц I

Родился 3 января 1922 года в городе Середь в Первой Чехословацкой республике (ныне в составе Словакии). По профессии — скрипач.
В апреле 1942 года на одном из первых составов с евреями попал в лагерь Аушвиц II (Биркенау). Получил татуировку с номером 29236. Был зачислен в зондеркоманду. В мае был переведён в Аушвиц I, где шесть недель работал в крематории № 1. Затем был переведён в Аушвиц III Моновиц, трудовой лагерь компании IG Farben. Затем переведён в Аушвиц II (Биркенау), где он сначала вошёл в группу из 200 человек, обслуживающих крематории № 2 и № 3, а затем был приписан к крематорию № 5. Зондеркоманда жила отдельно в изолированном блоке № 13, в июне 1944 года работавших на крематории № 5 поселили в раздевалке перед газовой камерой.
Пережил массовое «сокращение» членов зондеркоманды 24 сентября 1944 года. Следующее «сокращение» должно было состояться 7 октября, но произошло восстание членов зондеркоманды. Филип Мюллер, приписанный к крематорию № 5, пережил восстание. Он сначала спрятался в яме, затем перебрался в крематорий № 4, потом вернулся в крематорий № 5. Пережил массовое «сокращение» членов зондеркоманды 26 ноября 1944 года, попал в число 30 членов зондеркоманды, которые обслуживали до конца работавший крематорий № 5. 18 января 1945 года лагерь Освенцим был эвакуирован, начался «марш смерти»: Филип Мюллер и другие 100 оставшихся узников Освенцима несколько дней шли пешком до железнодорожной станции Лослау, а оттуда ехали несколько дней до концентрационного лагеря Маутхаузен в открытых вагонах. 4 узника сбежали по дороге. 5 мая 1945 года Маутхаузен был освобожден войсками 3-й армии США.
В больнице Филип Мюллер дал первые показания.
Мюллер был свидетелем на Франкфуртском процессе 1963—1965 гг. Перед судом во Франкфурте-на-Майне предстали 22 нацистских преступника, которые обвинялись в убийствах и пособничестве в убийствах узников концлагеря и лагеря смерти Освенцим. Давал показания в 97-й день судебных заседаний, 5 мая 1964 года и 98-й день судебных заседаний, 8 октября 1964 года.
Умер 9 ноября 2013 года.

## Публикации
Воспоминания Филипа Мюллера были опубликованы в книге «Фабрика смерти» Оты Краус и Эриха Кулки в 1947 году на чешском языке (Továrna na smrt), в 1957 году — на немецком языке (Die Todesfabrik), в 1960 году — на русском языке, в 1966 году — на английском языке (The Death Factory, 1966).